# Резолюция Совета Безопасности ООН 1047
Резолюция Совета Безопасности Организации Объединённых Наций 1047 (код — S/RES/1047), принятая 29 февраля 1996 года, сославшись на резолюции 808 (1993), 827 (1993), 936 (1994) и 955 (1994), Совет назначил Луизу Арбур Обвинителем Международного уголовного трибунала по Руанде (МУТР) и Международного уголовного трибунала по бывшей Югославии (МТБЮ).
Совет отметил отставку бывшего прокурора Ричарда Голдстоуна с 1 октября 1996 года и постановил, что срок полномочий Луизы Арбур, канадского судьи, начнется с этой даты.